# دورگا پوجا
دورگا پوجا (انگلیسی: Durga Puja) یا دورگوتساوا جشنواره‌ای مربوط به آیین هندوئیسم است که هر سال در شبه‌قاره هند برگزار می‌شود و طی آن به الهه دورگا ادای احترام می‌کنند. این مراسم عمدتاً در بنگال غربی، آسام، تریپورا، بیهار، جارکند، اودیسا، بنگلادش و اقلیت‌های ساکن این منطقه و نپال (که به آن داشیان می‌گویند) رواج دارد. این جشنواره در ماه آشوین که در آیین هندو، با سپتامبر و اکتبر تقویم میلادی مطابقت دارد، برپا می‌شود.
جشنواره دورگا پوجا نشانه جنگ بین الهه دورگا با گاومیش نیرنگ‌باز تغییر ظاهر دهنده و قدرتمندی به نام مهیش‌اسورا است. قالب کلی این نمایش‌ها پیروزی خوبی‌ها بر بدی‌ها است.